# معركة قرة باغ
وقعت معركة قرة باغ في 4 فبراير 1469 بين آق قويونلو تحت قيادة حسن قوصون وتيموريين سمرقند تحت قيادة أبو سعيد ميرزا مما أدى إلى هزيمة الأخير، والسجن والإعدام. بعد المعركة، فقد التيموريون إلى الأبد أي أمل في استعادة العراق أو إيران إلى مملكتهم.

## خلفية
اتخذ الصراع بين قراقويونلو (تركمان الخراف السوداء) تحت قيادة جهان شاه وآق قويونلو (تركمان الخراف البيض) تحت قيادة حسن قوصون منعطفًا حاسماً في القرن الخامس عشر. خلال عهد جهان شاه، وصلت أراضي قراقويونلو إلى أقصى حد، بما في ذلك مساحات شاسعة من الأراضي في الأناضول، ومعظم العراق الحالي ووسط إيران وحتى كرمان في نهاية المطاف. كان هو وأسلافه من قبله تابعين للتيموريين في سمرقند. ومع ذلك، بحلول منتصف القرن الخامس عشر، قام جهان شاه، إدراكًا منه لضعف السلطة التيمورية في خراسان، بغزوها في صيف عام 1458. حاكم تيمور سمرقند، أبو سعيد ميرزا لم يستطع تحمل هذا الاحتلال. بعد أن استولى جهان شاه على هراة، كان في موقف صعب وغير قادر على الاحتفاظ بها بسبب الضغوط من داخل مملكته قراقويونلو بالإضافة إلى التهديد المتزايد من حسن قوصون من آق قويونلو. كان مضطراً للتفاوض على حدود دولته مع أبو سعيد ميرزا، وبعد مفاوضات قرر جهان شاه إعادة ترسيم الحدود الإقليمية إلى أوقات شاه رخ (جهان شاه يحتفظ بالعراق، بينما يحتفظ أبو سعيد بخراسان). وهكذا، خراسان، مازندران وجرجان أعيدت إلى التيموريين وأبو سعيد ميرزا عاد وأخذ هيرات للمرة الثانية يوم 22 ديسمبر، 1458. 
أعلن حسن قوصون من جانبه ولاءه للتيموريين الذين نقلهم تيمورلنك إلى المنطقة. حصل حسن قوصون مؤخراً على صعوده بعد هزيمته لمنافسيه على العرش في شرق الأناضول في ديار بكر. واجه تهديدات من السلطنة العثمانية وقراقويونلو وفي حملات واسعة النطاق ضدهم اكتسبت سمعة باعتبارها مقاتلة شرسة. هُزِم جهان شاه في النهاية من قبل حسن قوصون في معركة تشاباك شور بالقرب من سنجق تشاباك شور في شرق تركيا الحالي في 30 أكتوبر (أو 11 نوفمبر )، 1467. حافظ حسن قوصون على زخم الانتصار وهزم حسن علي بن جهان شاه في مرند.
هرب حسن علي إلى خراسان وطلب المساعدة من أبو سعيد ميرزا، الذي كان يتمركز في مرو في ذلك الوقت. كان حسن قوصون قلقًا من هذا التطور وكتب خطابًا يذكر الملك التيموري بالولاء المستمر لمنزله للتيموريين وخيانة قراقويونلو. لكن أبو سعيد ميرزا كان لديه تحفظاته الخاصة على نوايا حسن قوصون. كما تمنى أن يوسع أراضيه إلى حد ومجد والده الكبير تيمورلنك. فكر في استخدام فرضية استعادة حسن علي لعرشه كسبب لغزو الشرق الأوسط. الحملة التي تلت ذلك مشهورة في التاريخ الشرقي وغالبًا ما يلمح إليها بابر (حفيد أبو سعيد ميرزا) تحت اسم " كارثة العراق"

## معركة
تقدم أبو سعيد ميرزا إلى أذربيجان في عراق العجم، حيث قام جيش قوي بإخضاع البلاد في طريقه. أرسل اثنين من المفرزات. واحد للاستيلاء على عراق العجم، والآخر على فارس. أثناء تقدمه نحو أردبيل وتبريز بين التلال الأذربيجانية، انزعج حسن قوصون من تقدمه وأرسل سفارات متكررة لتحقيق السلام، لكن عبثًا كما طلب أبو سعيد ميرزا من التركماني أن يظهر في حضوره ويتواضع أمام سليل تيمورلنك.
رفض حسن قوصون الخضوع والتذلل نهائيا، ولجأ إلى التلال والمعاقل التي تكثر فيها البلاد ووظف قواته بلا نهاية في مضايقة وقطع إمدادات التيموريين الذين تجنب بحكمة الاجتماع معهم في الميدان. ما لم يتمكن السيف من تحقيقه اكتمل بسبب المجاعة. تلاعب حسن قوصون بأبو سعيد ميرزا وجعل حملته الشتوية أسوأ ما تكون. بدأ جيش أبو سعيد ميرزا الكبير يعاني من ضغوط نقص الموارد لفصل الشتاء بالإضافة إلى نضوب الإمدادات الغذائية. لمدة 14 يومًا، لم يكن لدى الخيول الملكية الشعير، ونتيجة لذلك بدأ الجنود والضباط في الفرار بأعداد كبيرة، مما أثار قلق أبو سعيد ميرزا. بعد أن سقط الجيش على أجزاء، اضطر أبو سعيد ميرزا إلى البحث عن الأمان عن طريق الفرار. لكن في 22 رجب، 873 هـ أو (4 فبراير 1469) تم ملاحقتهم وسجنهم، ربما من قبل أبناء حسن قوصون أو رجالهم. عاد القليلون من جيش أبو سعيد ميرزا العظيم إلى منازلهم. تم أخذ الجزء الأكبر من السجناء أو ذبحوا خلال تراجعهم الطويل.

## بعد
بعد ثلاثة أيام تم تسليم أبو سعيد ميرزا إلى يادجار محمد ميرزا، حفيد شاه روخ، الذي كان حليفا لحسن قوصون. قام يادجار محمد ميرزا بقطع رأس أبي سعيد ميرزا أو قام بتسميمه بحجة أنه قتل جدته الكبرى جوهرشاد. في وقت لاحق من عام 1469، أعلن حسن قوصون أن يادجار محمد ميرزا هو خليفة أبو سعيد وقدم له القوات حتى يتمكن من السيطرة على خراسان، التي كان يسيطر عليها السلطان حسين بايقرا. كانت هزيمة التيموريين حاسمة. لقد وجه ضربة أخيرة للدولة التيمورية التي انهارت في العديد من الولايات. انقسم عالم التيموريون أخيرًا إلى قسمين، خراسان وما وراء النهر، مع مقاطعتين متجاورتين. السلطة في خراسان، وعاصمتها هراة، ذهبت إلى السلطان حسين بايقرا؛ في حين تم تقسيم بلاد ماوراء النهر بين أبناء أبو سعيد ميرزا الأربعة، وهي؛
- السلطان أحمد ميرزا، ملك سمرقند، بخارى
- السلطان محمود ميرزا، ملك بلخ، قندوز، خاتلون، تشغانيان، بدخشان وحصار
- أولوغ بيك ميرزا الثاني، ملك كابل وغزنة
- عمر شيخ ميرزا الثاني، ملك فرغانة وخوجاند

كان حكام هذه المقاطعات غالبًا في حالة حرب مع بعضهم البعض.